# Leichtathletik-Weltmeisterschaften 2022/100 m der Frauen

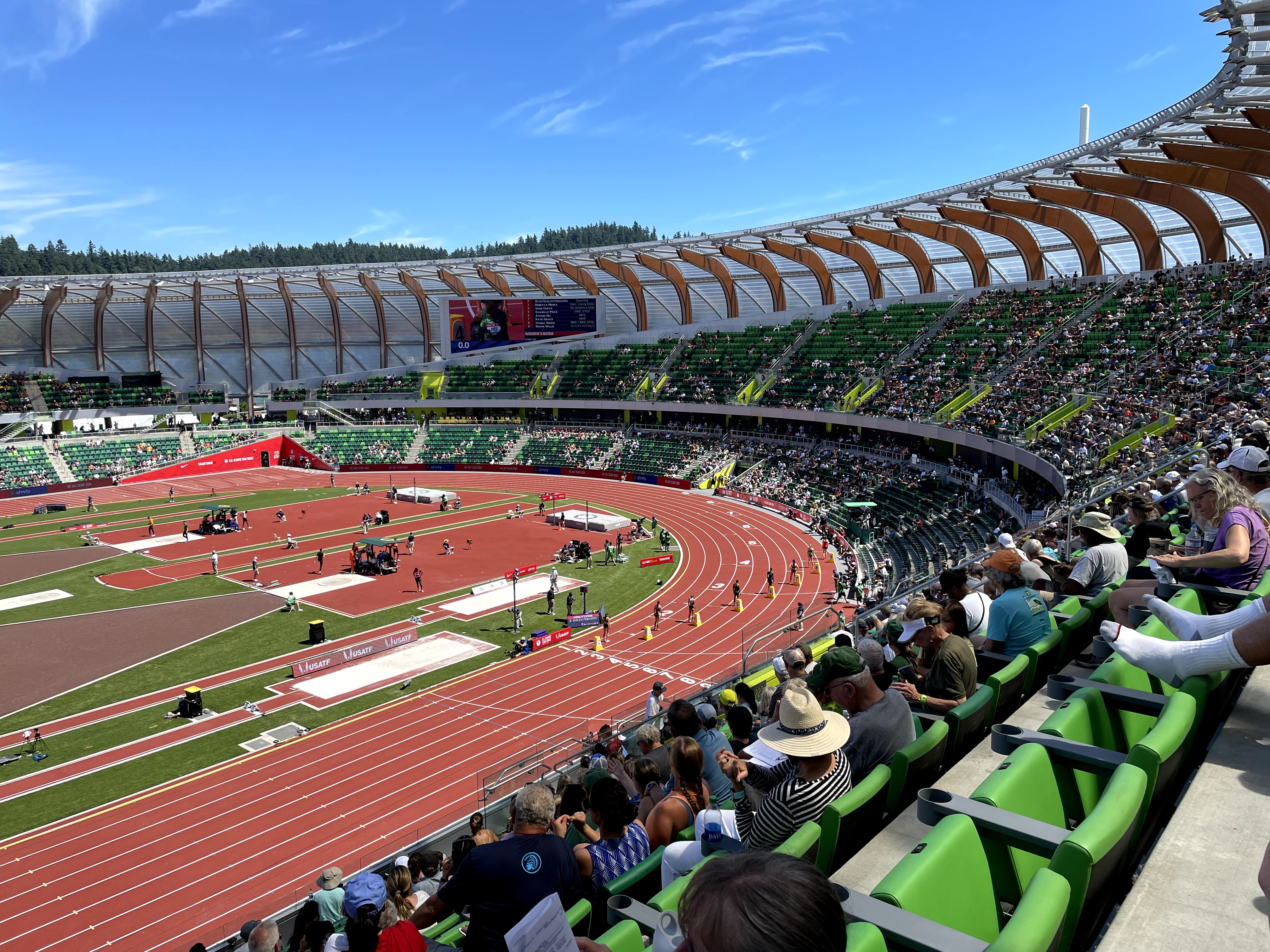
Das Stadion New Hayward Field im Jahr 2021

Der 100-Meter-Lauf der Frauen bei den Leichtathletik-Weltmeisterschaften 2022 wurde am 16. und 17. Juli 2022 im Hayward Field der Stadt Eugene in den Vereinigten Staaten ausgetragen.
Das Team aus Jamaika durfte sich in diesem Wettbewerb über einen Dreifachsieg freuen. Alle drei Medaillengewinnerinnen waren bereits zuvor bei Olympischen Spielen, Weltmeisterschaften und anderen großen Events höchst erfolgreich aufgetreten. Weltmeisterin wurde mit Shelly-Ann Fraser-Pryce eine der am höchsten dekorierten Athletinnen der Leichtathletikgeschichte. Sie gewann vor Shericka Jackson und Elaine Thompson-Herah.

## Rekorde

### Bestehende Rekorde
| Weltrekord               | Florence Griffith-Joyner | 10,49 s | U.S Olympic Trials Indianapolis, USA | 16. Juli 1988   |
| Weltmeisterschaftsrekord | Marion Jones             | 10,70 s | WM Sevilla, Spanien                  | 28. August 1999 |

### Rekordverbesserungen / -egalisierung
Der bestehende WM-Rekord wurde verbessert. Darüber hinaus gab es einen Kontinental- und einen egalisierten Landesrekord.
- Meisterschaftsrekord: 10,67 s – Shelly-Ann Fraser-Pryce (Jamaika), Finale am 17. Juli bei einem Rückenwind von 0,8 m/s
- Kontinentalrekord (Ozeanienrekord): 11,08 s – Zoe Hobbs (Neuseeland), erster Vorlauf am 16. Juli bei einem Rückenwind von 0,7 m/s
- Landesrekord: 10,83 s (egalisiert) – Dina Asher-Smith (Großbritannien), Finale am 17. Juli bei einem Rückenwind von 0,8 m/s

## Vorrunde
16. Juli 2022
Die Vorrunde wurde in sieben Läufen durchgeführt. Die ersten drei Wettbewerberinnen pro Lauf – hellblau unterlegt – sowie die darüber hinaus drei zeitschnellsten Teilnehmerinnen – hellgrün unterlegt – qualifizierten sich für das Halbfinale.

### Vorlauf 1
16. Juli 2022, 17:10 Uhr Ortszeit (17. Juli 2022, 2:10 Uhr MESZ)

Wind: +0,7 m/s
| Platz | Name                | Nation              | Zeit (s) |
| ----- | ------------------- | ------------------- | -------- |
| 1     | Shericka Jackson    | Jamaika             | 11,02    |
| 2     | Zoe Hobbs           | Neuseeland          | 11,08 OZ |
| 3     | Anthonique Strachan | Bahamas             | 11,08    |
| 4     | Imani Lansiquot     | Großbritannien      | 11,24    |
| 5     | Liang Xiaojing      | Volksrepublik China | 11,25    |
| 6     | Olga Safronowa      | Kasachstan          | 11,65    |
| 7     | Mudhawi al-Shammari | Kuwait              | 11,91    |

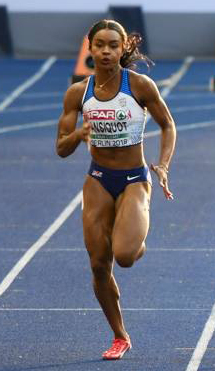
Imani Lansiquot – ausgeschieden als Vierte des ersten Vorlaufs

Weitere im ersten Vorlauf ausgeschiedene Sprinterinnen:

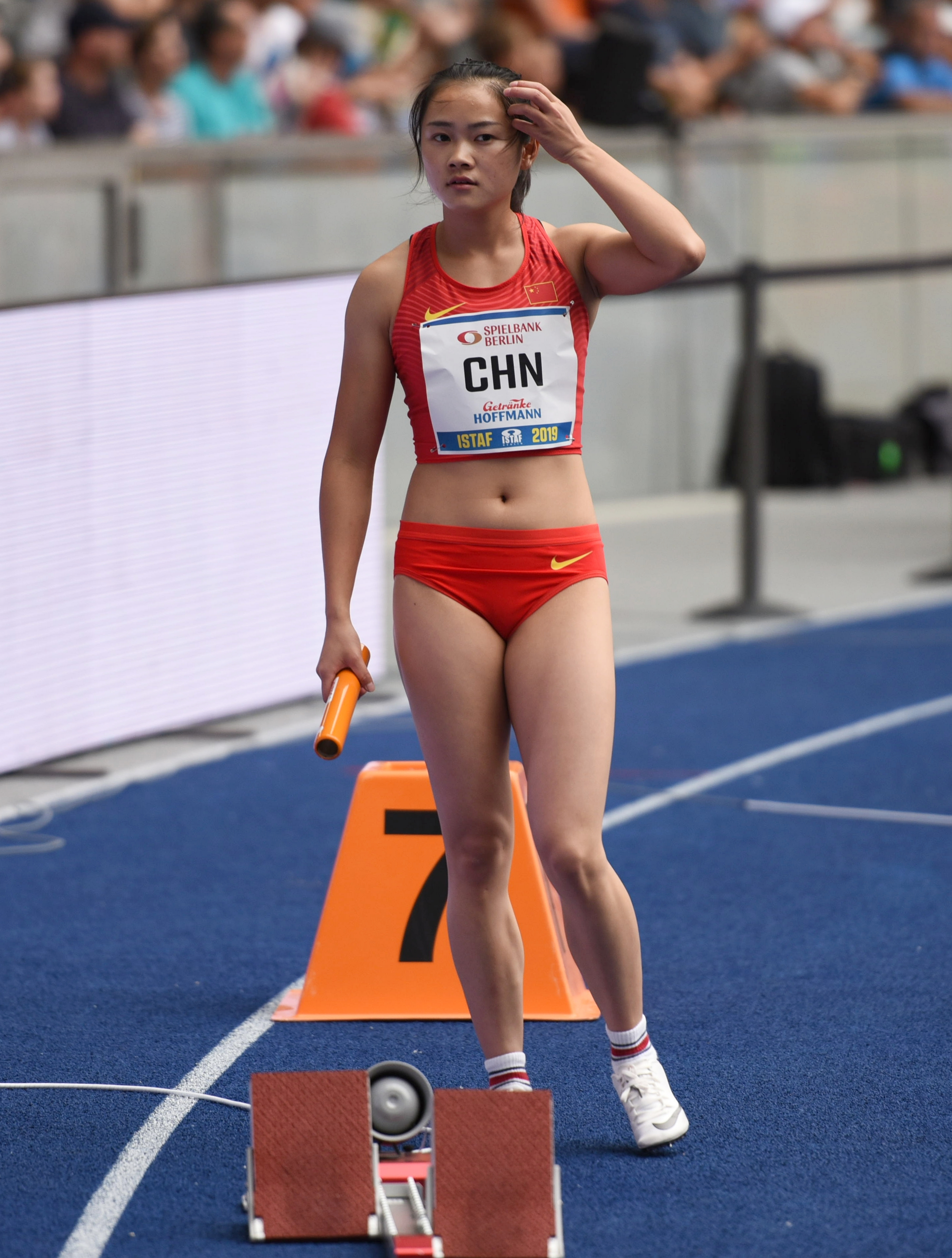
Liang Xiaojing – Rang fünf
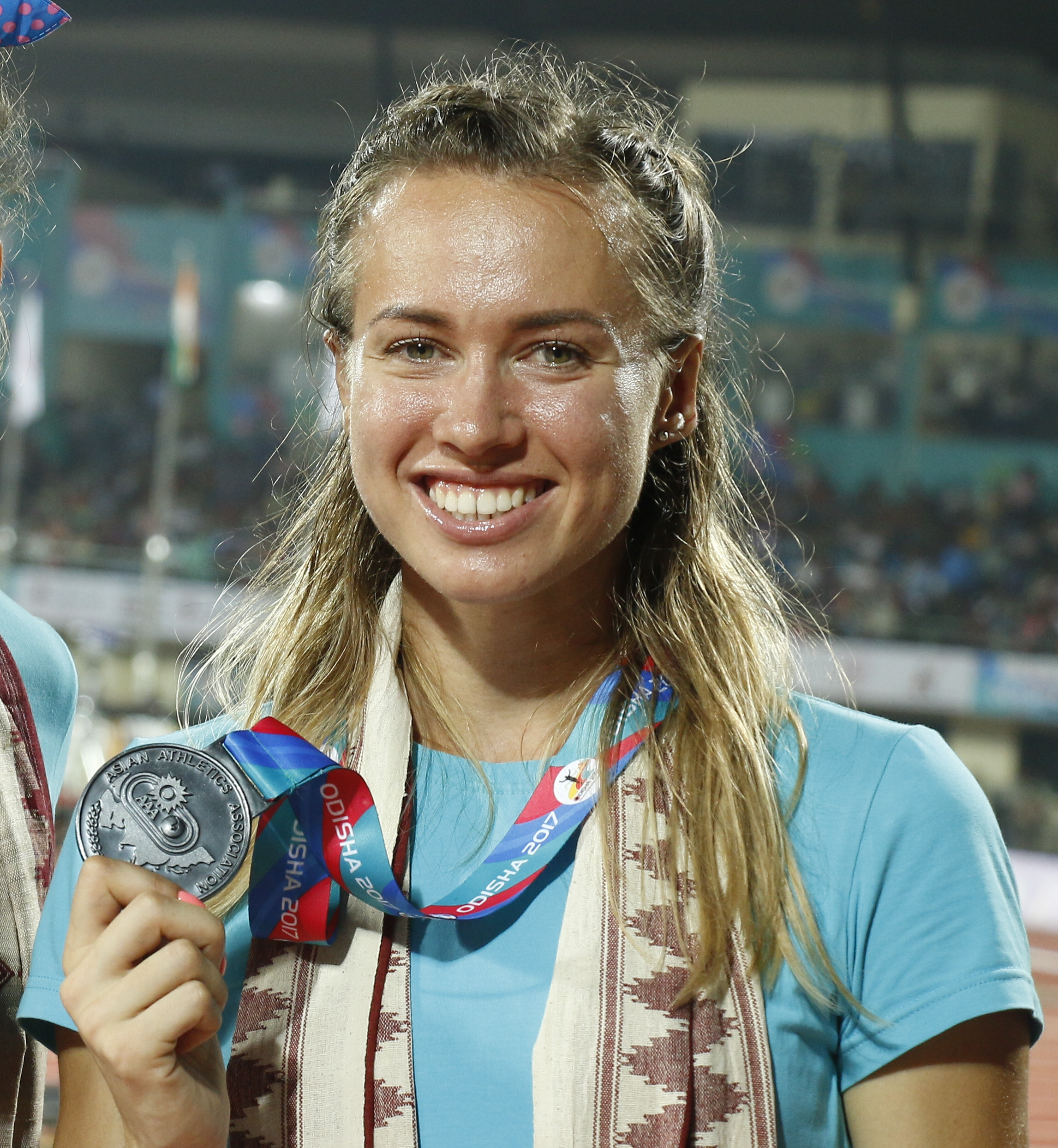
Olga Safronowa – Rang sechs
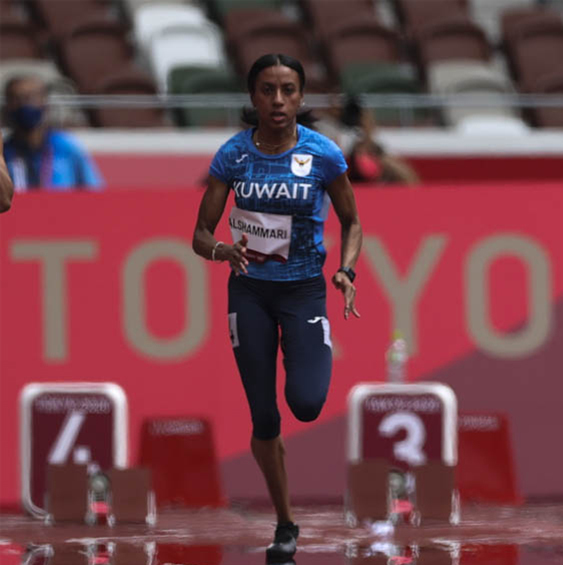
Mudhawi al-Shammari – Rang sieben

### Vorlauf 2
16. Juli 2022, 17:17 Uhr Ortszeit (17. Juli 2022, 2:17 Uhr MESZ)

Wind: −0,2 m/s
| Platz | Name                    | Nation              | Zeit (s) |
| ----- | ----------------------- | ------------------- | -------- |
| 1     | Shelly-Ann Fraser-Pryce | Jamaika             | 10,87    |
| 2     | Daryll Neita            | Großbritannien      | 10,94    |
| 3     | Gina Lückenkemper       | Deutschland         | 11,09    |
| 4     | Tynia Gaither           | Bahamas             | 11,16    |
| 5     | Ge Manqi                | Volksrepublik China | 11,17    |
| 6     | Fatmata Awolo           | Sierra Leone        | 11,77    |
| 7     | Amya Clarke             | St. Kitts und Nevis | 11,98    |

### Vorlauf 3

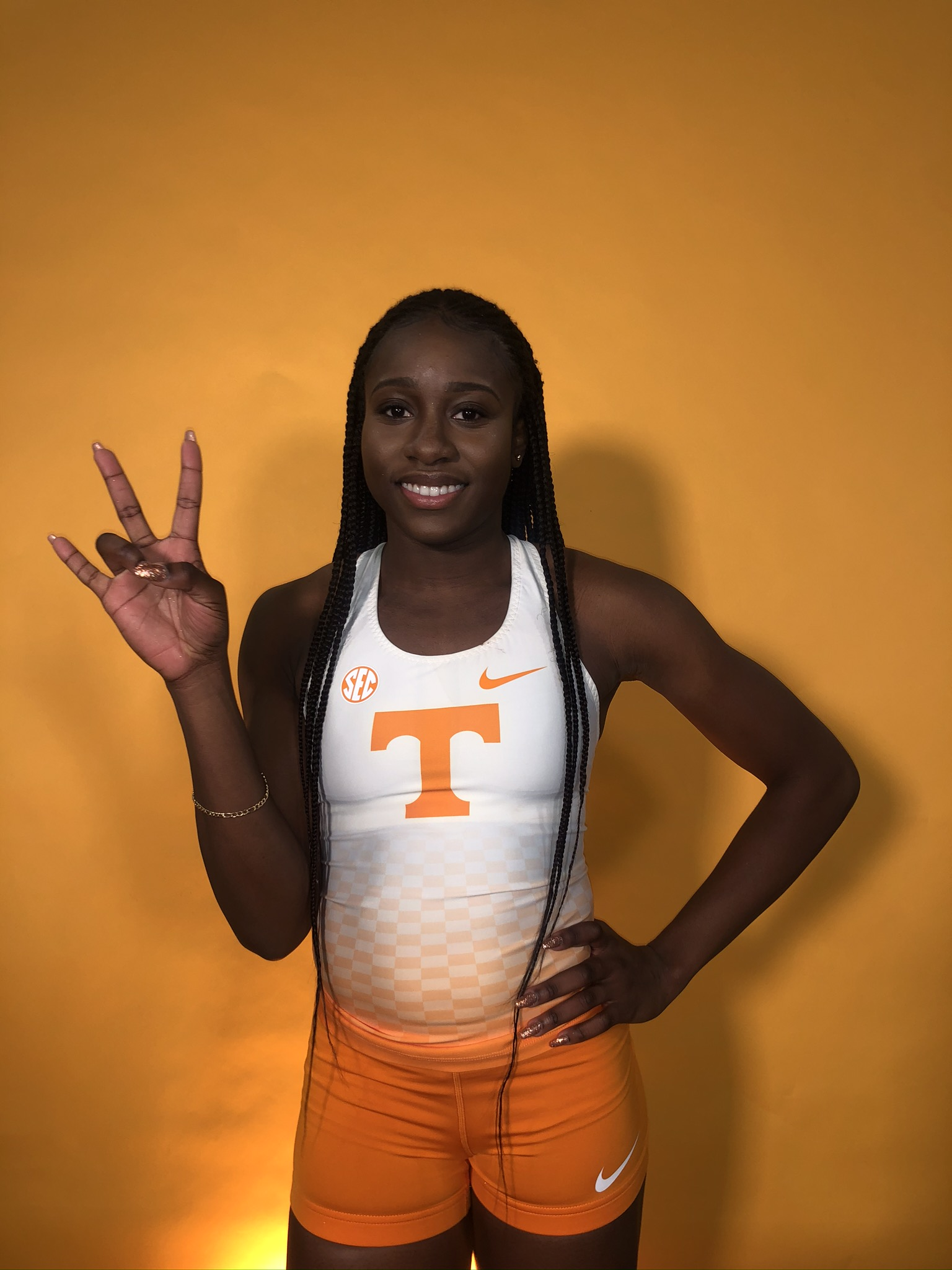
Joella Lloyd – ausgeschieden als Vierte des dritten Vorlaufs
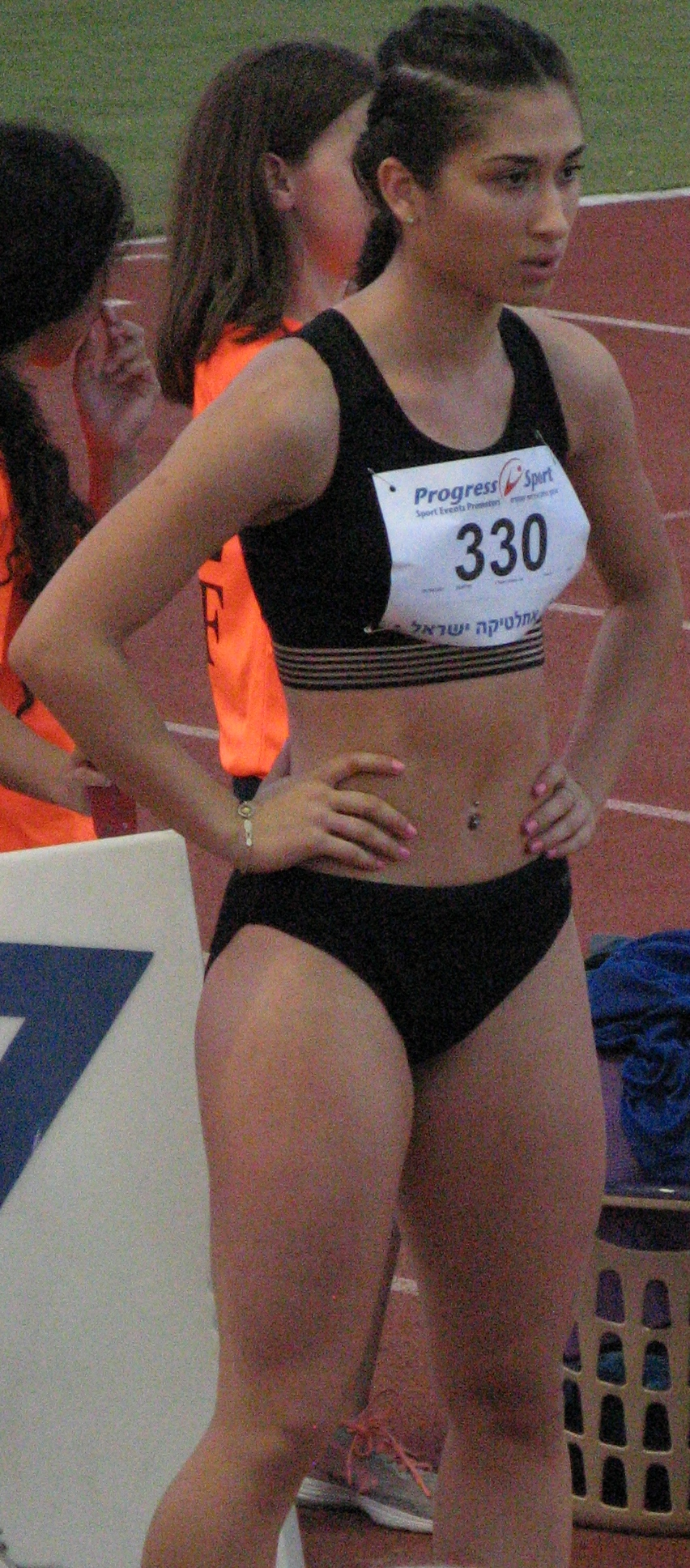
Diana Vaisman – ausgeschieden als Fünfte des dritten Vorlaufs
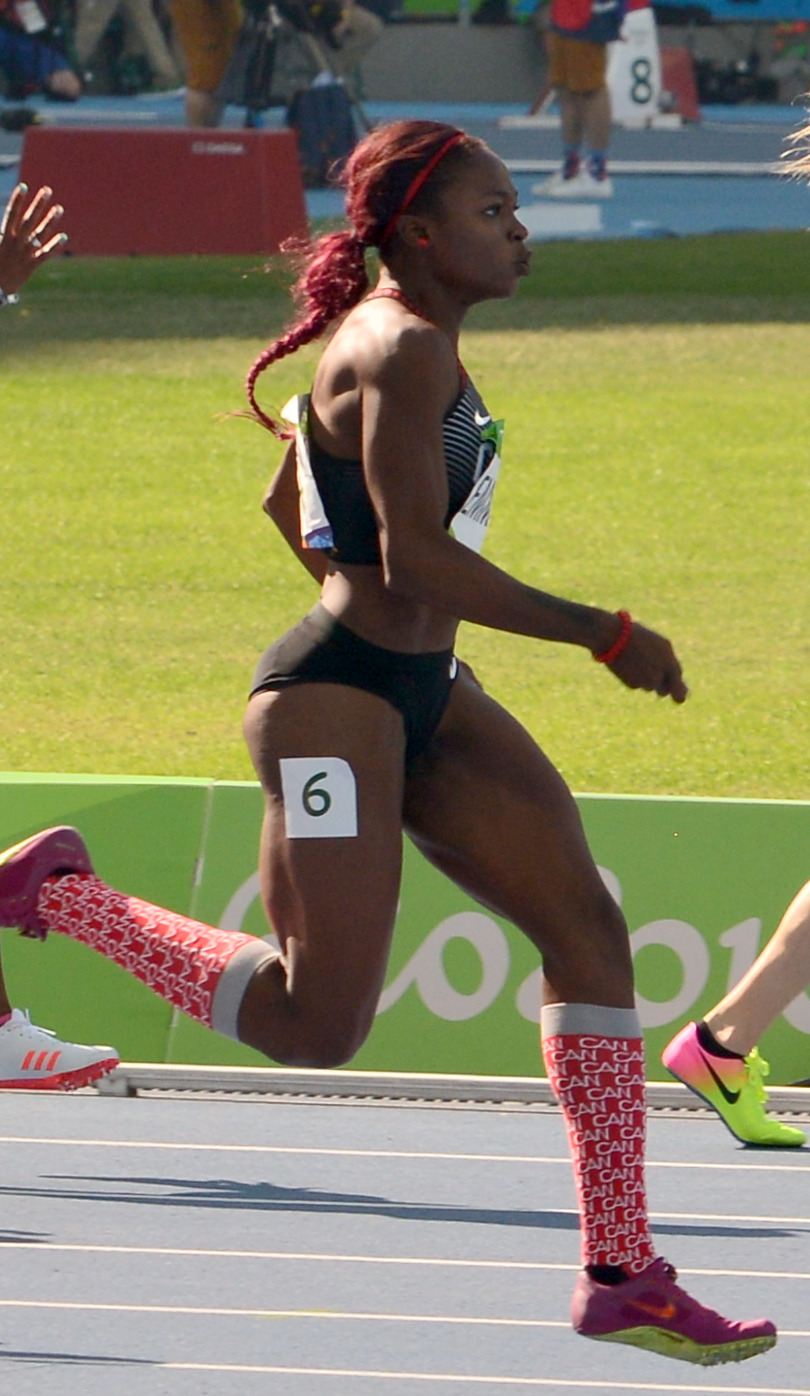
Crystal Emmanuel – ausgeschieden als Sechste des dritten Vorlaufs

16. Juli 2022, 17:24 Uhr Ortszeit (17. Juli 2022, 2:24 Uhr MESZ)

Wind: +0,2 m/s
| Platz | Name                    | Nation              | Zeit (s) |
| ----- | ----------------------- | ------------------- | -------- |
| 1     | Elaine Thompson-Herah   | Jamaika             | 11,15    |
| 2     | Nzubechi Grace Nwokocha | Nigeria             | 11,16    |
| 3     | Zaynab Dosso            | Italien             | 11,26    |
| 4     | Joella Lloyd            | Antigua und Barbuda | 11,27    |
| 5     | Diana Vaisman           | Israel              | 11,28    |
| 6     | Crystal Emmanuel        | Kanada              | 11,48    |
| 7     | Yasmeen al-Dabbagh      | Saudi-Arabien       | 13,21    |

### Vorlauf 4

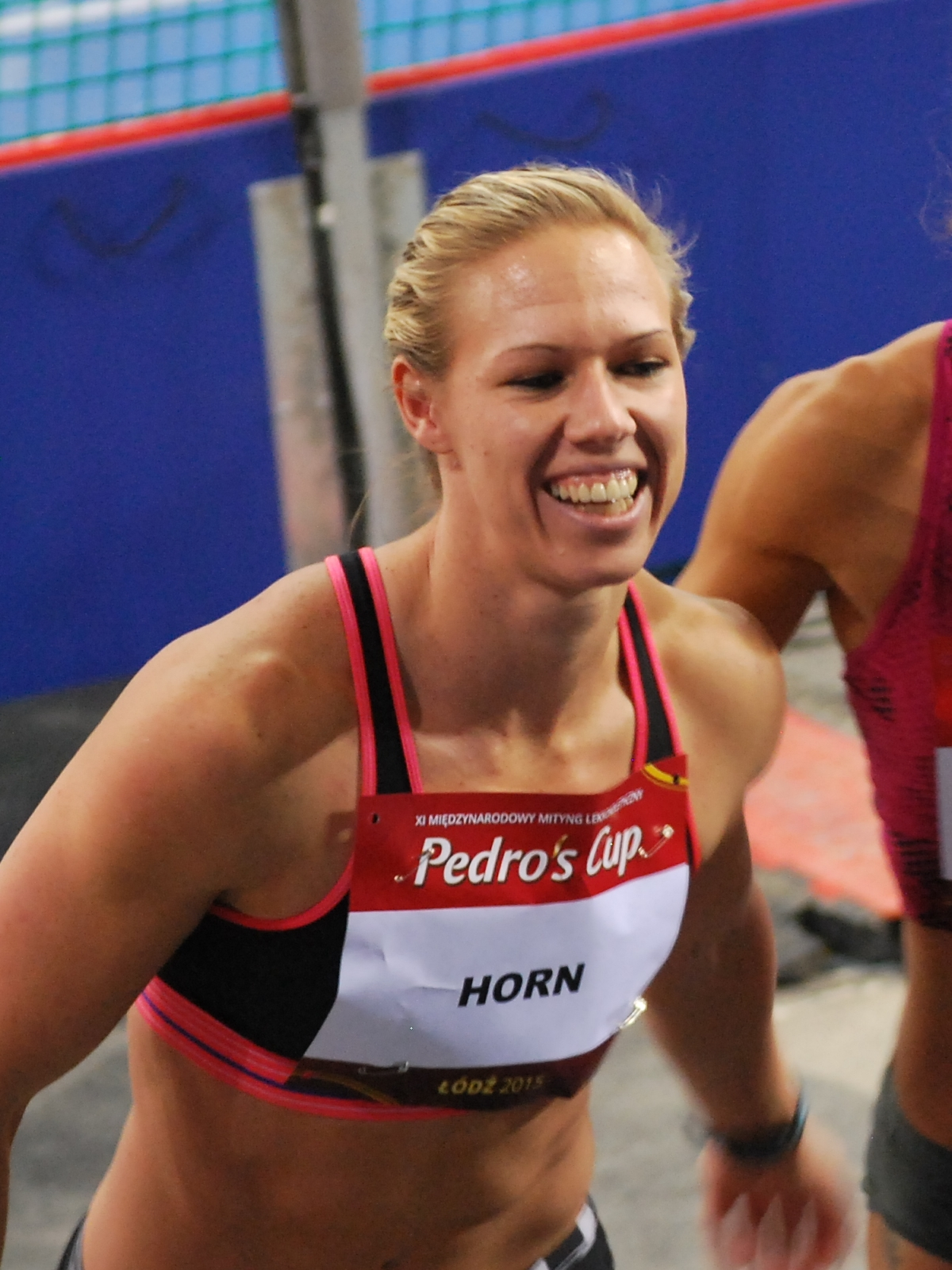
Carina Horn – ausgeschieden als Vierte des vierten Vorlaufs

16. Juli 2022, 17:31 Uhr Ortszeit (17. Juli 2022, 2:31 Uhr MESZ)

Wind: +0,8 m/s
| Platz | Name                   | Nation         | Zeit (s) |
| ----- | ---------------------- | -------------- | -------- |
| 1     | Marie-Josée Ta Lou     | Elfenbeinküste | 10,92    |
| 2     | Twanisha Terry         | USA            | 10,95    |
| 3     | Kemba Nelson           | Jamaika        | 11,10    |
| 4     | Carina Horn            | Südafrika      | 11,29    |
| 5     | Géraldine Frey         | Schweiz        | 11,30    |
| 6     | Patrizia van der Weken | Luxemburg      | 11,34    |
| 7     | Ka'alieena Bien        | Marshallinseln | 14,71    |

### Vorlauf 5

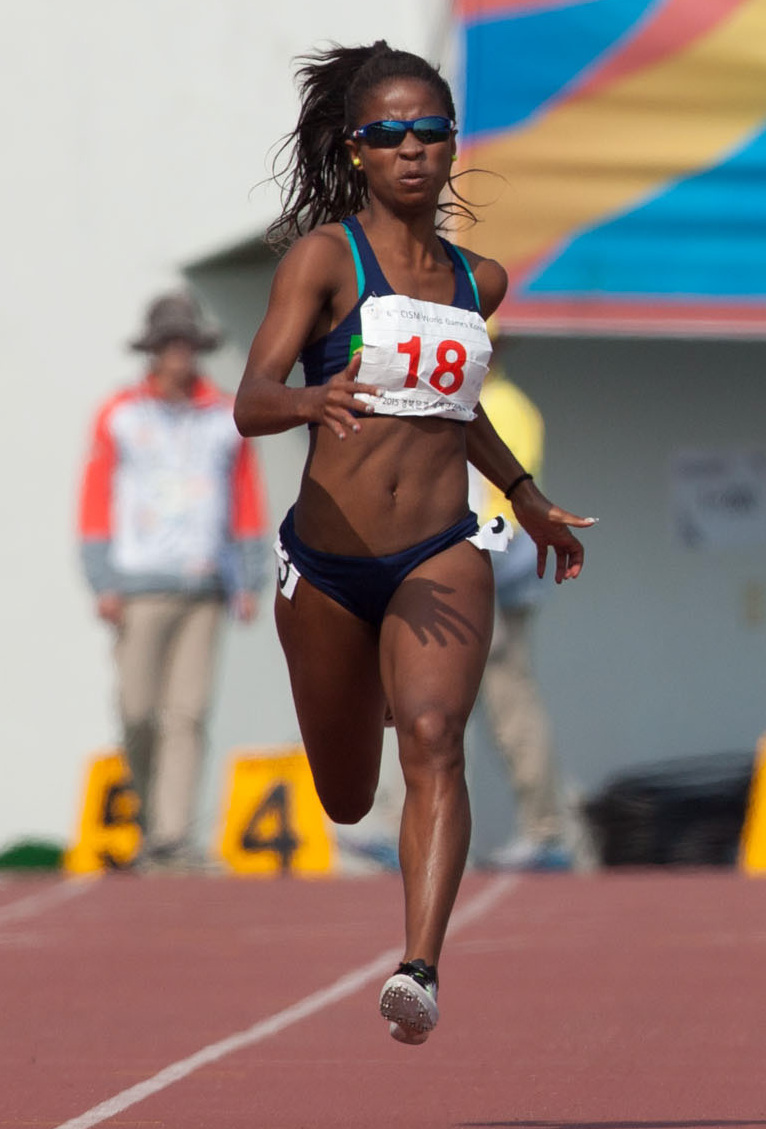
Vitória Cristina Rosa – ausgeschieden als Fünfte des fünften Vorlaufs
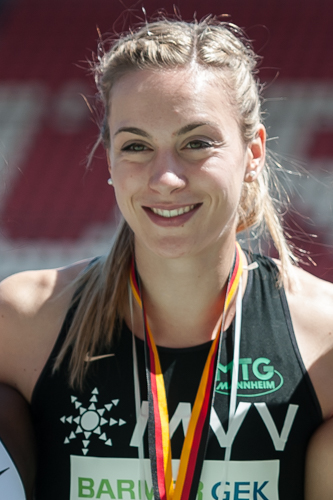
Alexandra Burghardt – ausgeschieden als Sechste des fünften Vorlaufs

16. Juli 2022, 17:38 Uhr Ortszeit (17. Juli 2022, 2:38 Uhr MESZ)

Wind: −0,1 m/s
| Platz | Name                  | Nation                 | Zeit (s) |
| ----- | --------------------- | ---------------------- | -------- |
| 1     | Dina Asher-Smith      | Großbritannien         | 10,84    |
| 2     | Julien Alfred         | St. Lucia              | 11,05    |
| 3     | Aminatou Seyni        | Niger                  | 11,09    |
| 4     | Murielle Ahouré       | Elfenbeinküste         | 11,16    |
| 5     | Vitória Cristina Rosa | Brasilien              | 11,20    |
| 6     | Alexandra Burghardt   | Deutschland            | 11,29    |
| 7     | Hereiti Bernardino    | Französisch-Polynesien | 12,90    |

### Vorlauf 6

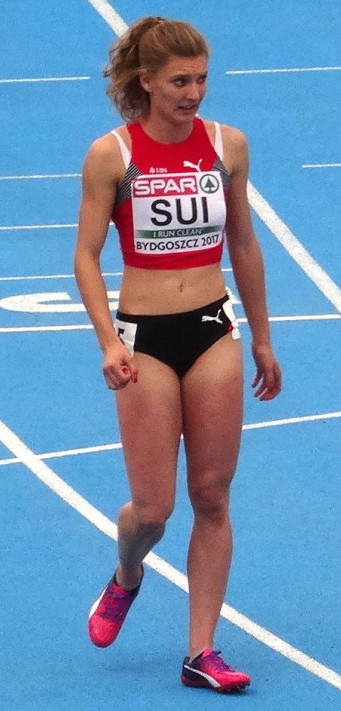
Ajla del Ponte – ausgeschieden als Fünfte des sechsten Vorlaufs

16. Juli 2022, 17:45 Uhr Ortszeit (17. Juli 2022, 2:45 Uhr MESZ)

Wind: +0,1 m/s
| Platz | Name              | Nation              | Zeit (s) |
| ----- | ----------------- | ------------------- | -------- |
| 1     | Aleia Hobbs       | USA                 | 11,04    |
| 2     | Michelle-Lee Ahye | Trinidad und Tobago | 11,18    |
| 3     | Edidiong Odiong   | Bahrain             | 11,28    |
| 4     | Khamica Bingham   | Kanada              | 11,29    |
| 5     | Ajla Del Ponte    | Schweiz             | 11,41    |
| 6     | Jasmine Abrams    | Guyana              | 11,55    |
| 7     | Zarinae Sapong    | Nördliche Marianen  | 12,98    |

### Vorlauf 7

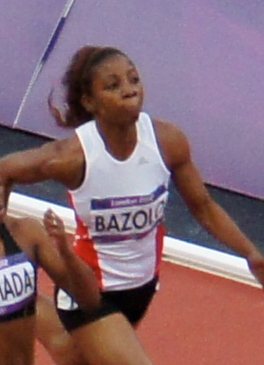
Lorène Bazolo – ausgeschieden als Sechste des siebten Vorlaufs

16. Juli 2022, 17:52 Uhr Ortszeit (17. Juli 2022, 2:52 Uhr MESZ)

Wind: −0,1 m/s
| Platz | Name               | Nation     | Zeit (s) |
| ----- | ------------------ | ---------- | -------- |
| 1     | Mujinga Kambundji  | Schweiz    | 10,97    |
| 2     | Melissa Jefferson  | USA        | 11,03    |
| 3     | Ewa Swoboda        | Polen      | 11,07    |
| 4     | Bree Masters       | Australien | 11,29    |
| 5     | María Isabel Pérez | Spanien    | 11,30    |
| 6     | Lorène Bazolo      | Portugal   | 11,44    |
| 7     | Jovita Arunia      | Salomonen  | 13,15    |

## Halbfinale
17. Juli 2022
Aus den drei Halbfinalläufen qualifizierten sich die jeweils ersten beiden Athletinnen – hellblau unterlegt – sowie die darüber hinaus zwei zeitschnellsten Läuferinnen – hellgrün unterlegt – für das Finale.

### Halbfinallauf 1
17. Juli 2022, 17:33 Uhr Ortszeit (17. Juli 2022, 2:33 Uhr MESZ)

Wind: −0,2 m/s
| Platz | Name                    | Nation         | Zeit (s)                    |
| ----- | ----------------------- | -------------- | --------------------------- |
| 1     | Shericka Jackson        | Jamaika        | 10,84                       |
| 2     | Dina Asher-Smith        | Großbritannien | 10,89                       |
| 3     | Twanisha Terry          | USA            | 11,04                       |
| 4     | Nzubechi Grace Nwokocha | Nigeria        | 11,16                       |
| 5     | Aminatou Seyni          | Niger          | 11,21                       |
| 6     | Kemba Nelson            | Jamaika        | 11,25                       |
| 7     | Murielle Ahouré         | Elfenbeinküste | 11,25                       |
| DSQ   | Julien Alfred           | St. Lucia      | IWR 162, TR16.8 – Fehlstart |

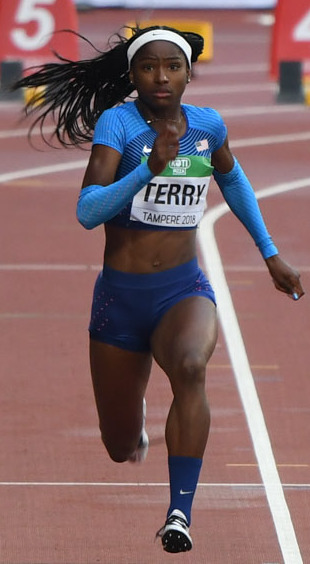
Twanisha Terry – ausgeschieden als Dritte des ersten Halbfinals

Weitere im ersten Halbfinale ausgeschiedene Sprinterinnen:

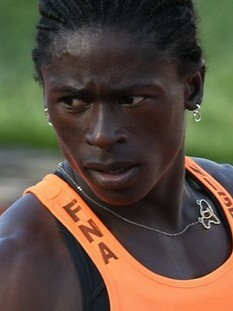
Aminatou Seyni – Rang fünf
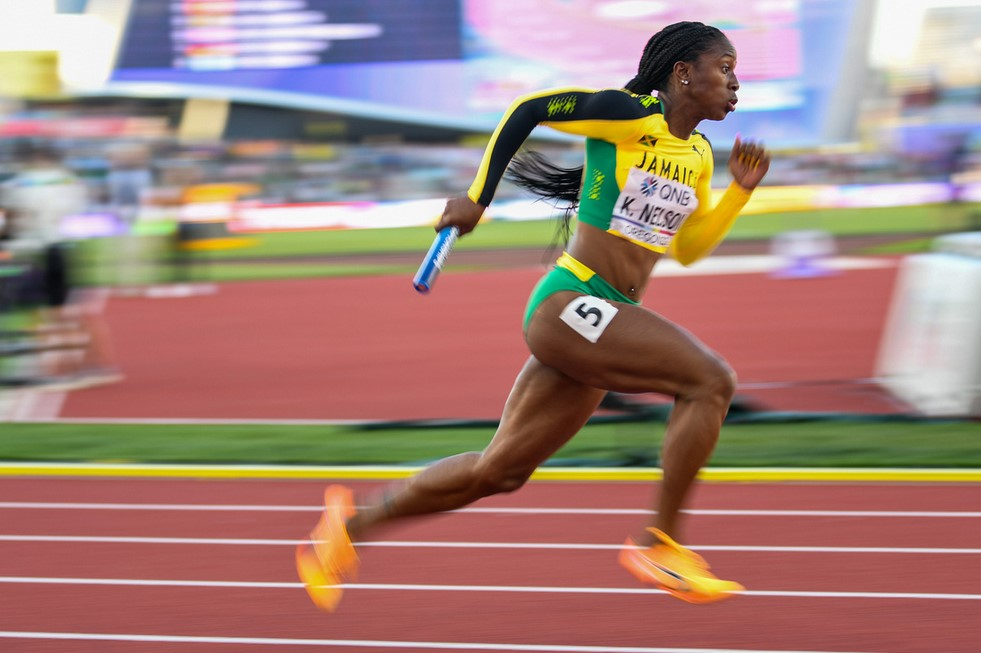
Kemba Nelson – Rang sechs
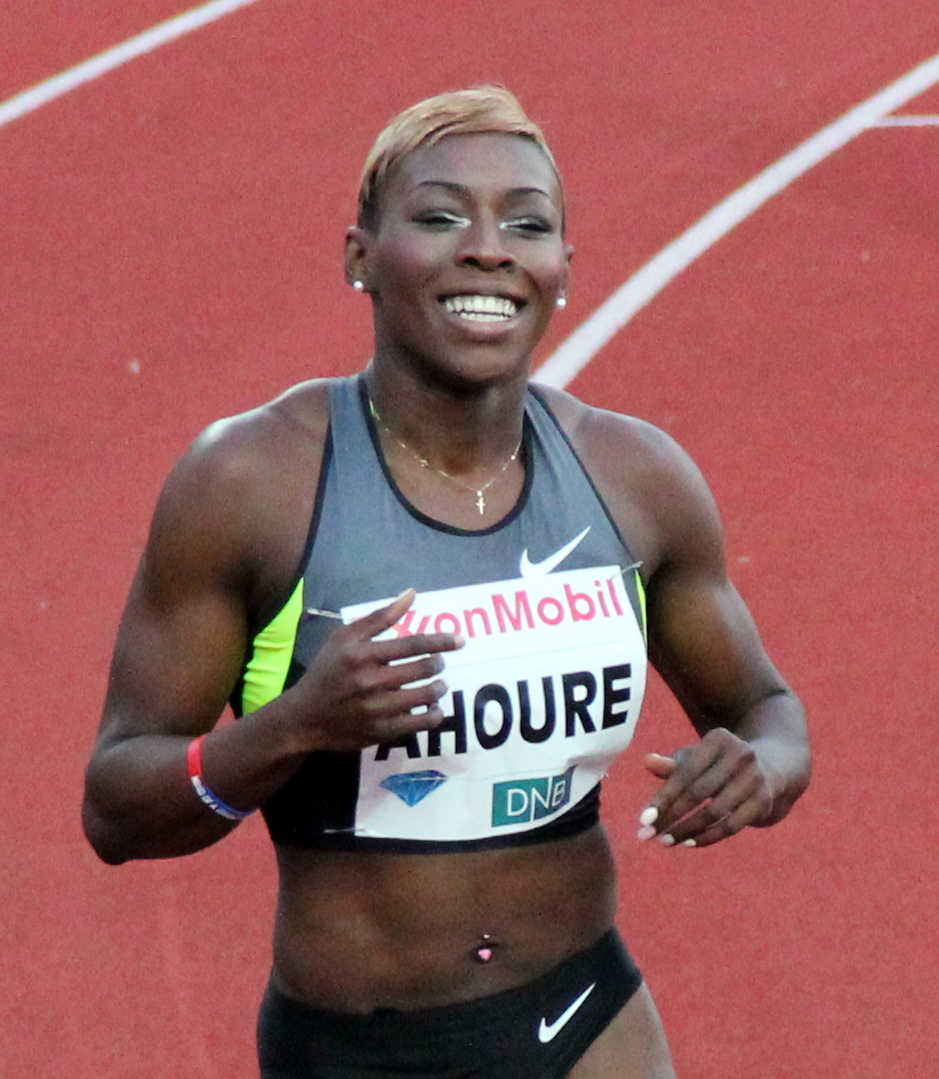
Murielle Ahouré – Rang sieben

### Halbfinallauf 2

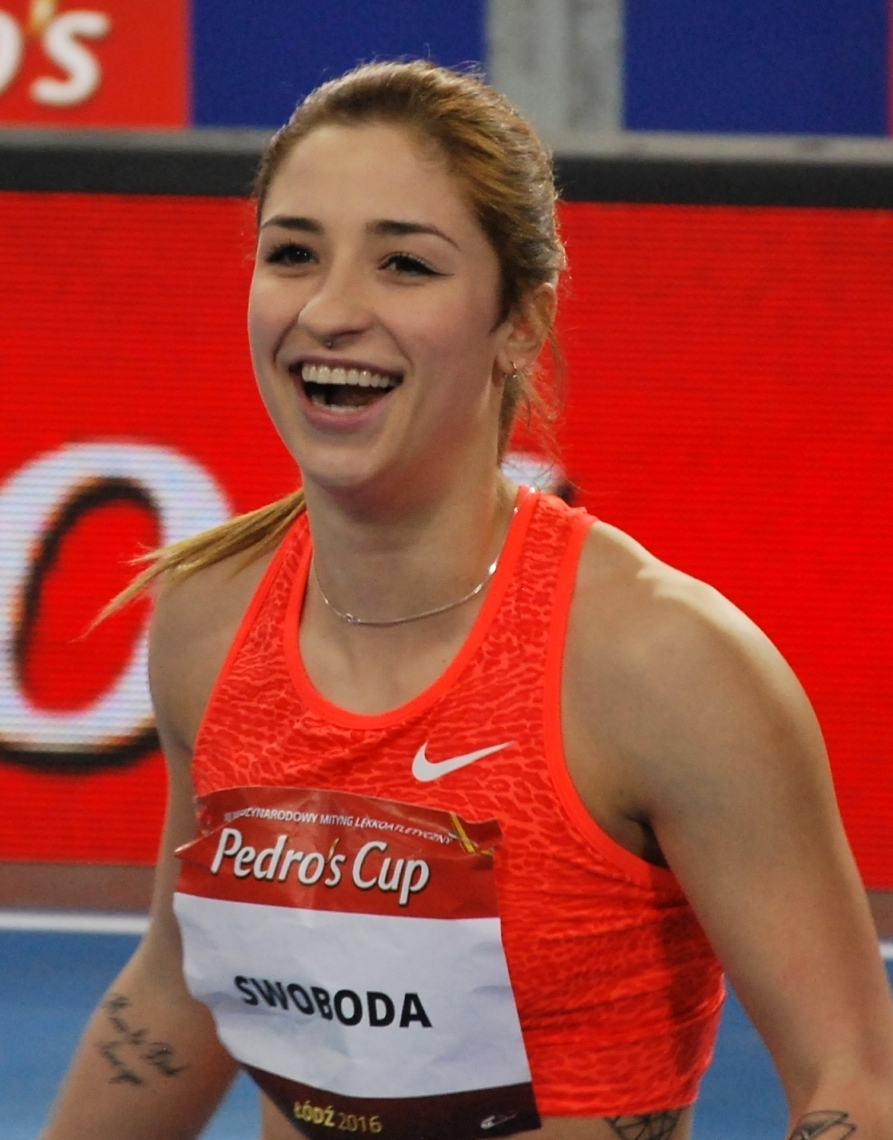
Ewa Swoboda – ausgeschieden als Sechste des zweiten Halbfinals
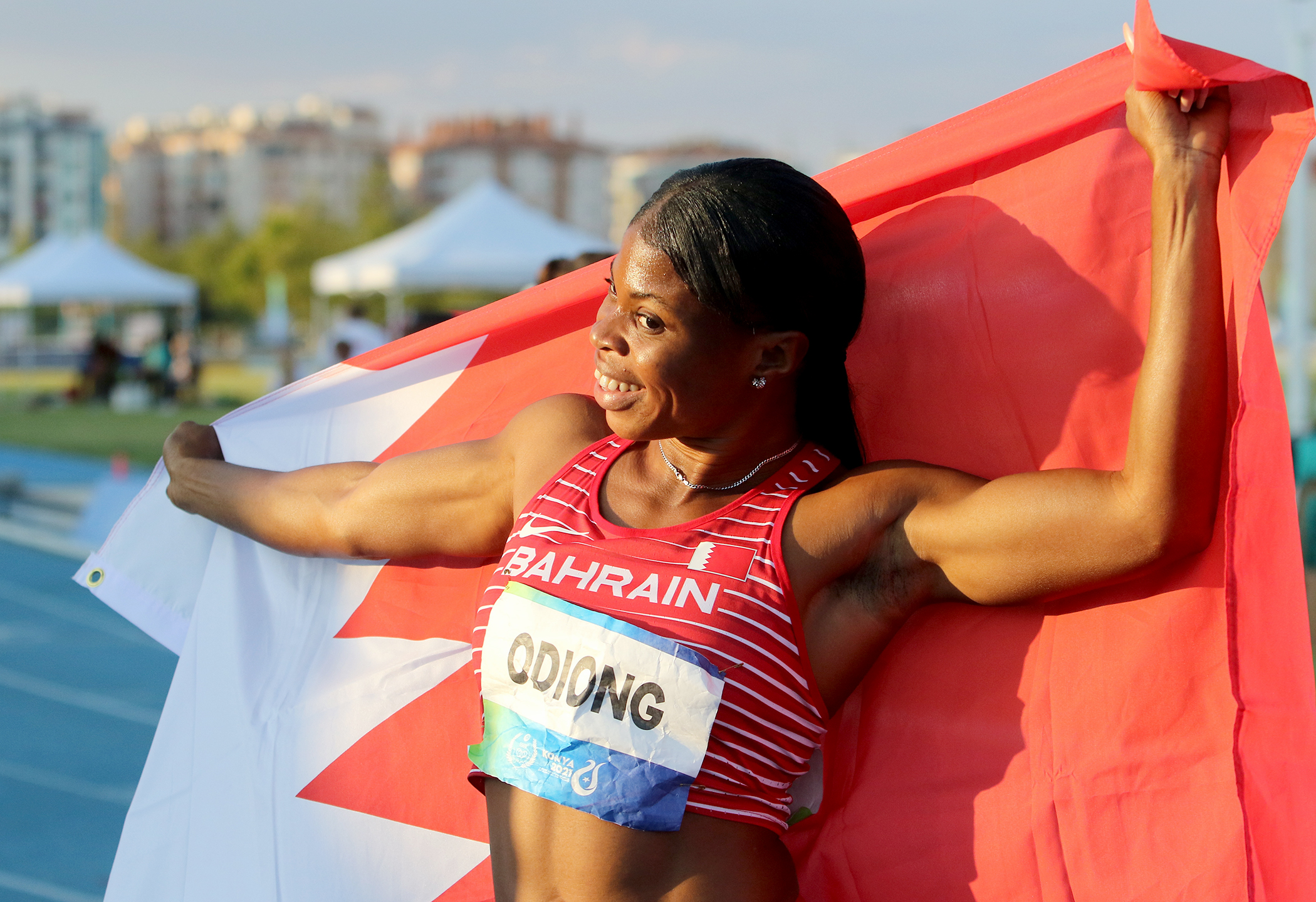
Edidiong Odiong – ausgeschieden als Achte des zweiten Halbfinals

17. Juli 2022, 17:41 Uhr Ortszeit (17. Juli 2022, 2:41 Uhr MESZ)

Wind: −0,2 m/s
| Platz | Name                  | Nation              | Zeit (s) |
| ----- | --------------------- | ------------------- | -------- |
| 1     | Elaine Thompson-Herah | Jamaika             | 10,82    |
| 2     | Marie-Josée Ta Lou    | Elfenbeinküste      | 10,87    |
| 3     | Melissa Jefferson     | USA                 | 10,92    |
| 4     | Mujinga Kambundji     | Schweiz             | 10,96    |
| 5     | Anthonique Strachan   | Bahamas             | 10,98    |
| 6     | Ewa Swoboda           | Polen               | 11,08    |
| 7     | Ge Manqi              | Volksrepublik China | 11,13    |
| 8     | Edidiong Odiong       | Bahrain             | 11,56    |

### Halbfinallauf 3
17. Juli 2022, 17:49 Uhr Ortszeit (17. Juli 2022, 2:49 Uhr MESZ)

Wind: +0,4 m/s
| Platz | Name                    | Nation              | Zeit (s)                    |
| ----- | ----------------------- | ------------------- | --------------------------- |
| 1     | Shelly-Ann Fraser-Pryce | Jamaika             | 10,93                       |
| 2     | Aleia Hobbs             | USA                 | 10,95                       |
| 3     | Daryll Neita            | Großbritannien      | 10,97                       |
| 4     | Gina Lückenkemper       | Deutschland         | 11,08                       |
| 5     | Zoe Hobbs               | Neuseeland          | 11,13                       |
| 6     | Michelle-Lee Ahye       | Trinidad und Tobago | 11,24                       |
| 7     | Zaynab Dosso            | Italien             | 11,28                       |
| DSQ   | Tynia Gaither           | Bahamas             | IWR 162, TR16.8 – Fehlstart |

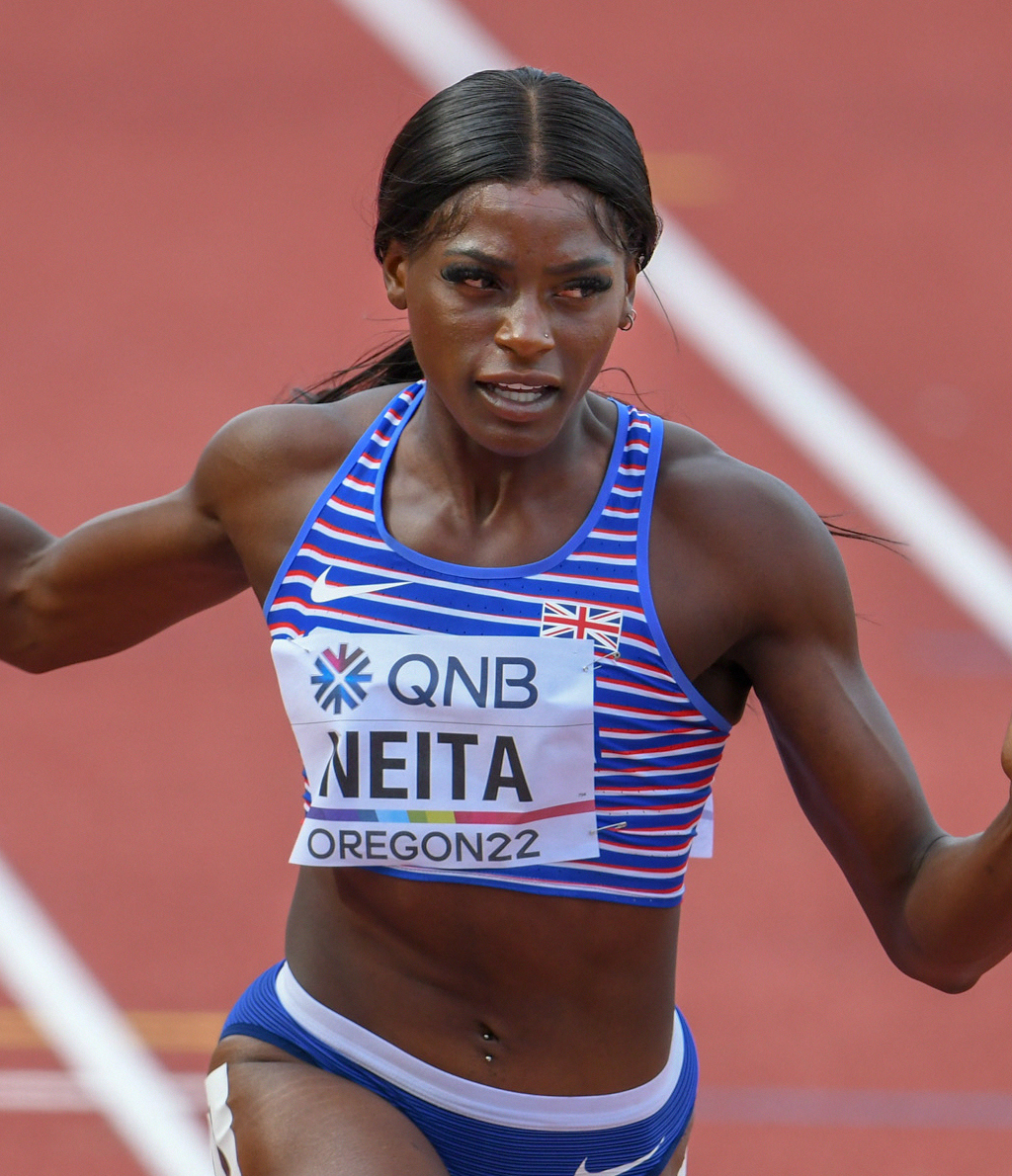
Daryll Neita – ausgeschieden als Dritte des dritten Halbfinals

Weitere im dritten Halbfinale ausgeschiedene Sprinterinnen:

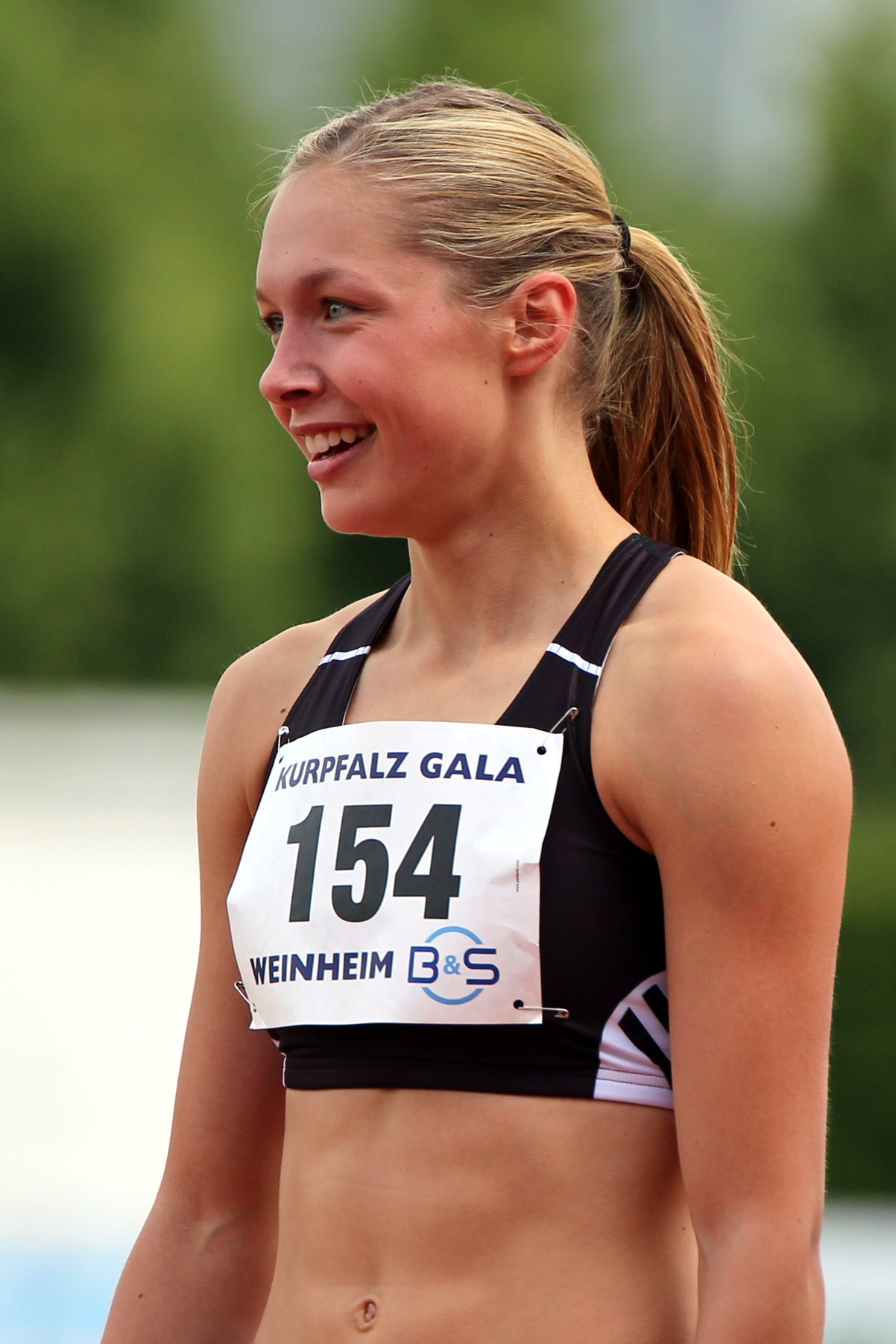
Gina Lückenkemper – Rang vier
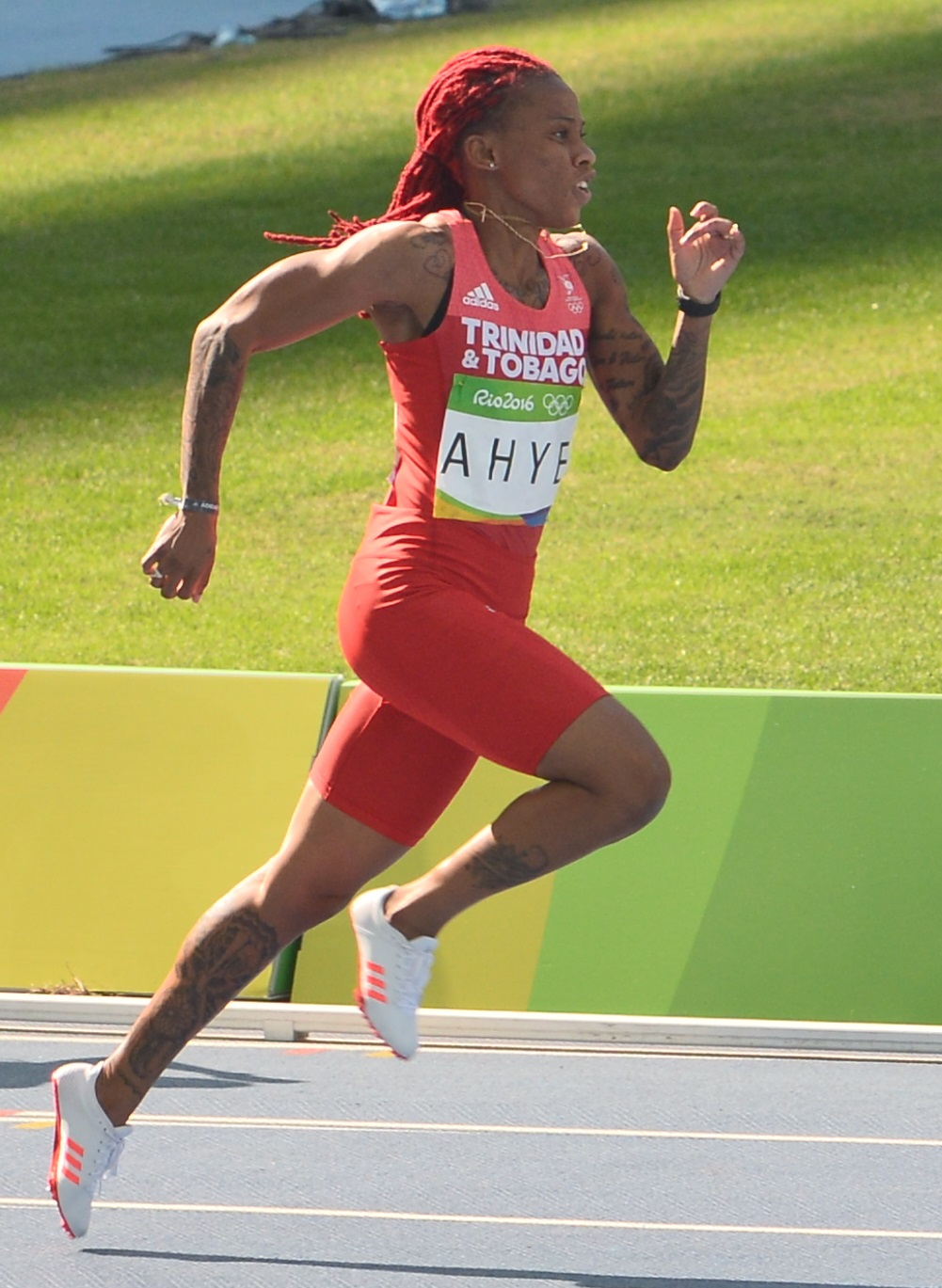
Michelle-Lee Ahye – Rang sechs

## Finale

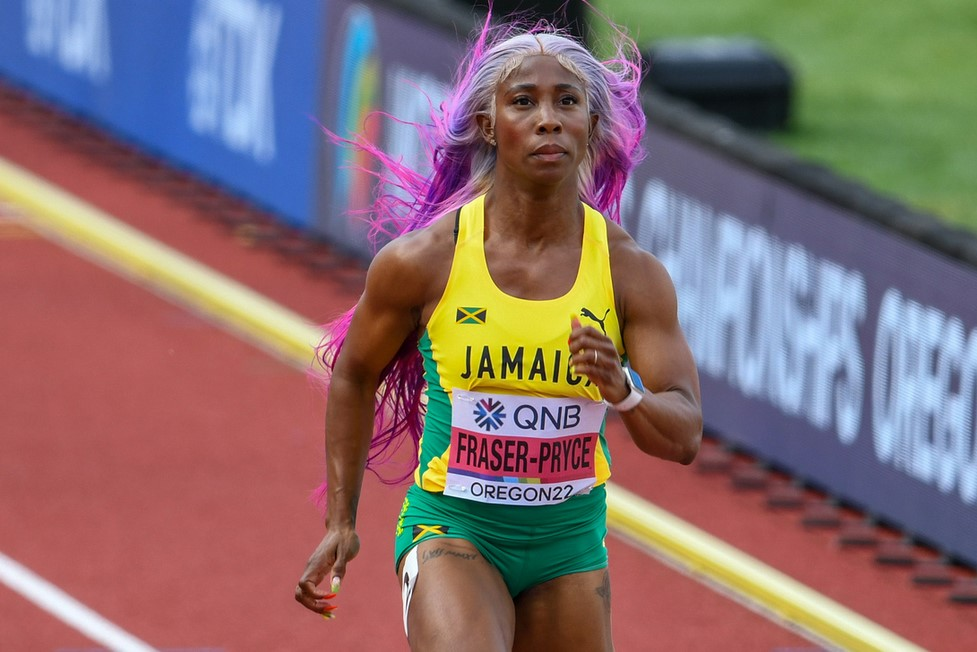
Ihren zehnten Titel als Weltmeisterin
gewann Shelly-Ann Fraser-Pryce

17. Juli 2022, 19:50 Uhr Ortszeit (17. Juli 2022, 4:50 Uhr MESZ)

Wind: +0,9 m/s
| Platz | Name                    | Nation         | Zeit (s)  |
| ----- | ----------------------- | -------------- | --------- |
| 1     | Shelly-Ann Fraser-Pryce | Jamaika        | 10,67 CR  |
| 2     | Shericka Jackson        | Jamaika        | 10,73     |
| 3     | Elaine Thompson-Herah   | Jamaika        | 10,81     |
| 4     | Dina Asher-Smith        | Großbritannien | 10,83 NRe |
| 5     | Mujinga Kambundji       | Schweiz        | 10,91     |
| 6     | Aleia Hobbs             | USA            | 10,92     |
| 7     | Marie-Josée Ta Lou      | Elfenbeinküste | 10,93     |
| 8     | Melissa Jefferson       | USA            | 11,03     |

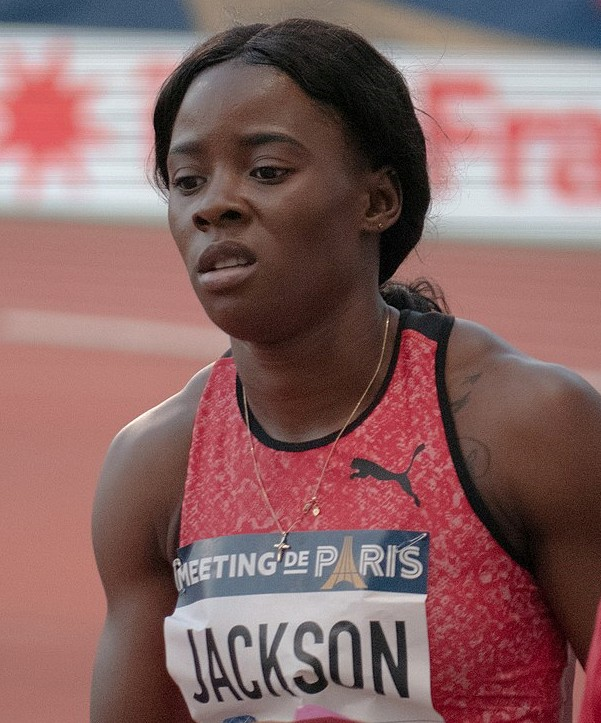
Die bisher eher auf längeren Springstrecken erfolgreiche Shericka Jackson wurde Vizeweltmeisterin
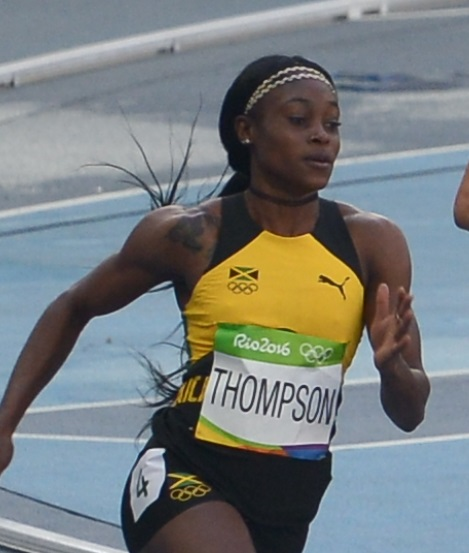
Elaine Thompson-Herah – unter anderem zweifache Doppelolympiasiegerin über 100 und 200 Meter (2016/2021) gewann diesmal Bronze
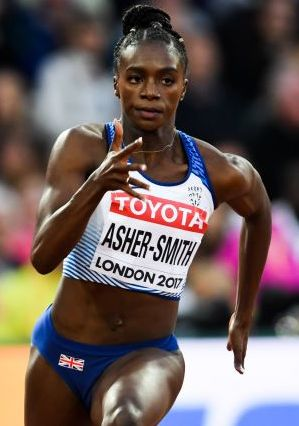
Um zwei Hundertstelsekunden verpasste Dina Asher-Smith Bronze und wurde Vierte mit egalisiertem britischen Rekord

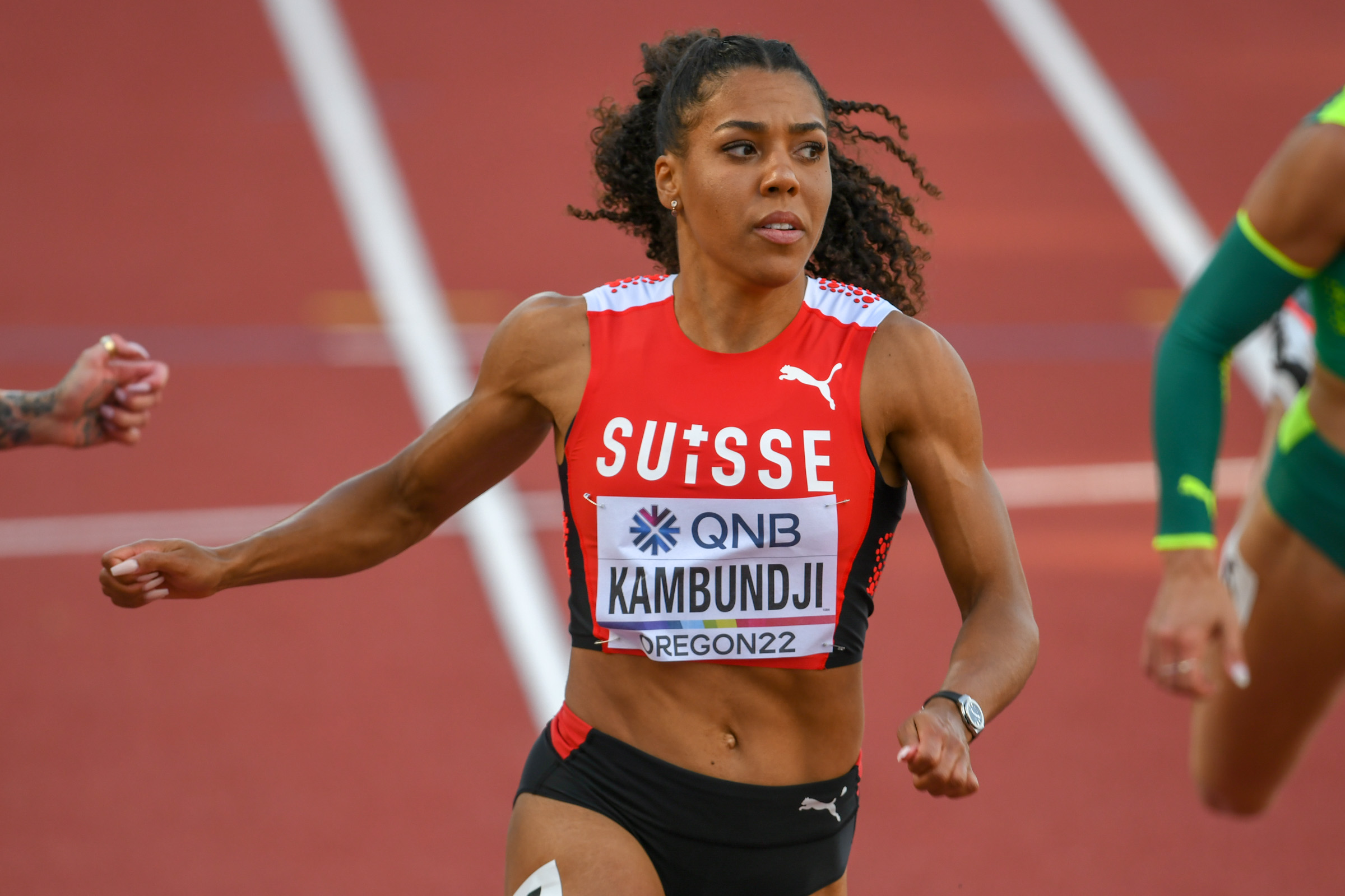
Mujinga Kambundji belegte Rang fünf
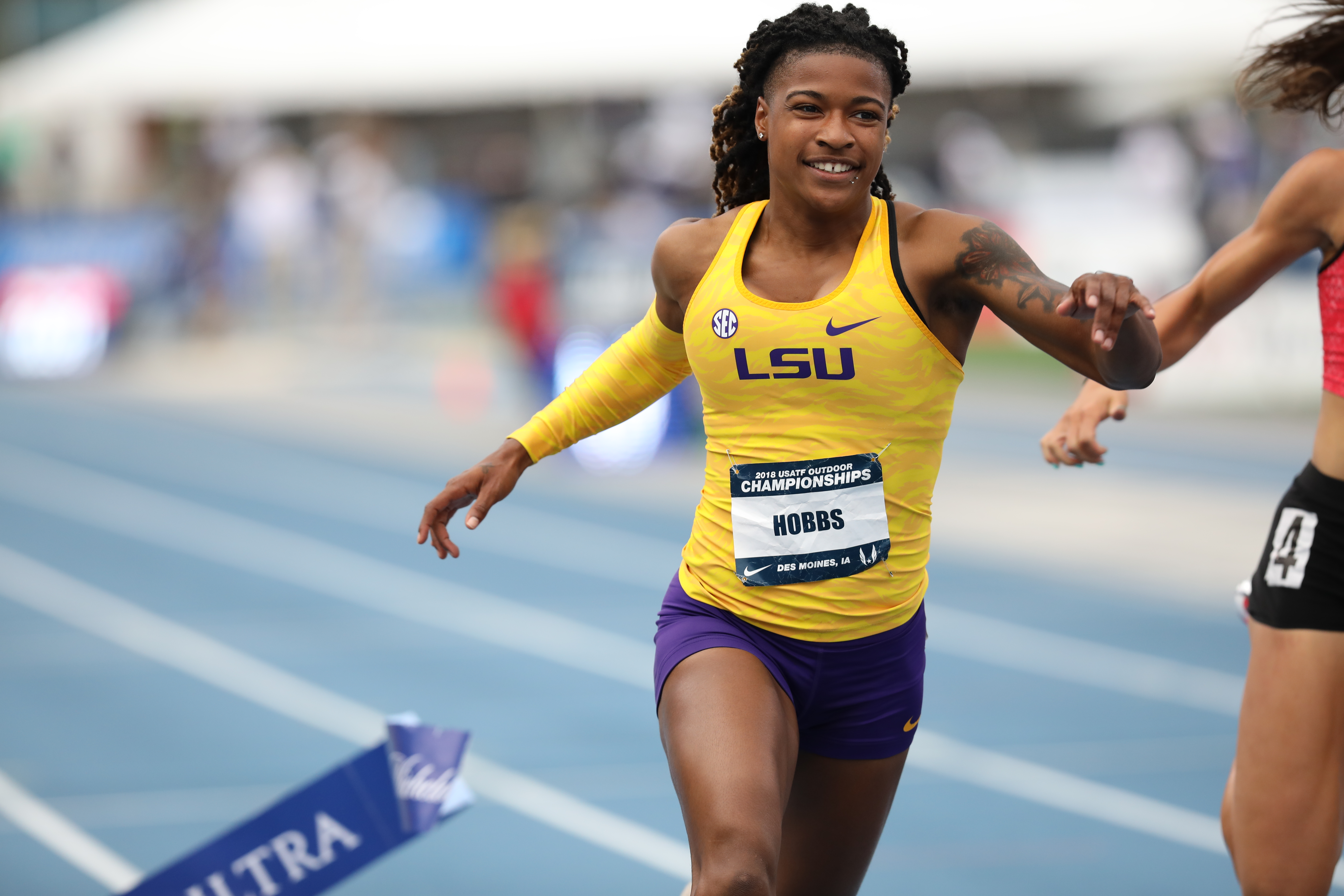
Aleia Hobbs kam auf den sechsten Platz
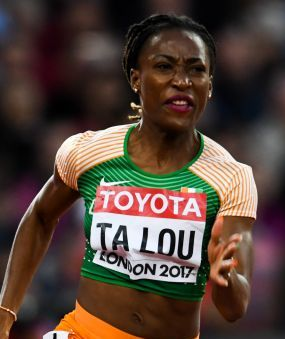
Marie-Josée Ta Lou erreichte Platz sieben

## Video
- Shelly-Ann Fraser-Pryce Breaks ANOTHER SPRINTING RECORD! | 2022 World Track & Field Championships, youtube.com, abgerufen am 16. August 2022